# 古拉蓋地區
古拉蓋地區（Gurage Zone）是埃塞俄比亞南方各族州的其中一個地區，面積7,992.22平方公里，南面是哈迪亞地區，西面、北面和東面與奧羅米亞州接壤。根據埃塞俄比亞中央統計局2005年人口普查的資料，古拉蓋人口約2,224,315，其中男性1,145,350人，女性139,491人，6.3%居民住在市區，人口密度為每平方公里278.31人。63.98%居民信奉伊斯蘭教，32.97%信奉埃塞俄比亞正教會。
2001年，斯爾特人成立斯爾特地區，從古拉蓋地區脫離獨立。

## 外部連結
- 政府網頁

8°10′N 38°15′E / 8.17°N 38.25°E